# Counter-Strike 2
Counter-Strike 2 (zkráceně CS2 , někdy označováno Counter-Strike : Source 2) je multiplayerová počítačová online střílečka z první osoby (FPS). Byla vyvinutá společností Valve Corporation. Hra byla oficiálně vydána 27. září 2023. Číslo 2 v názvu nové části označuje přechod na novou verzi engine Source 2. Dříve všechny (mimo CS 1.6)[rozpor] verze hry Counter-Strike používaly engine Source 1.

## Source 2
Nejdůležitější aktualizací nové části je engine Source 2. Nová verze je výrazně vylepšenou verzí prvního dílu. Tento engine byl vydán v roce 2015 a jednou z jeho hlavních vlastností je zpracování vysoce detailních scén s co nejnižším poklesu fps (frames per second).
Takové věci jako shadery a zpracování materiálu v tomto enginu byly oproti minulé verzi výrazně změněny, díky čemuž osvětlení a odrazy různých objektů vypadají mnohem lépe a moderněji.
Fyzika nového enginu je mnohem kvalitnější. Interakce a pohyb fyzických objektů se staly mnohem ostřejšími a realističtějšími. Díky Source 2 se také podařilo vytvořit nové chování vody, ohně a záblesků z výstřelů.
Zejména je vidět rozdíl v pohybech ve srovnání s minulým dílem hry. V tomto ohledu je jednou z nejmasivnějších inovací hry kouřový granát. Předtím to byl pouze oblak kouře, který měl stejný tvar bez ohledu na to, kam dopadl. Nyní však kouř bere v úvahu, kam je vržen, a přizpůsobuje se tvaru různých objektů. Pokud hráč začne do kouře střílet, tak se kouř v místech průstřelu rozptýlí. Tato vlastnost výrazně mění celkový koncept hry.
Na novém enginu byl také vylepšen mapový workshop, díky němuž bude jednodušší a pohodlnější vytvářet nové mapy pro Counter-Strike 2.

## Esport
Esport je velmi populární a má mnoho fanoušků po celém světě. Existuje mnoho turnajů a soutěží, které se konají v různých zemích. Tyto turnaje jsou organizovány profesionálními týmy a jsou velmi sledovány fanoušky.[ujasnit] Některé z největších turnajů jsou ESL One Cologne, DreamHack Masters, Intel Extreme Masters a ELEAGUE Major.
CS2 má také mnoho profesionálních hráčů, kteří soutěží na nejvyšší úrovni. Někteří z nejlepších hráčů jsou Oleksandr Kostyliev, Nicolai Reedtz, Peter Rasmussen a Marcelo David.

## Mapy
Jedním z hlavních prvků hry jsou mapy, všechny herní události se odehrávají na nich. V nové verzi k nim vývojáři přistoupili důkladně. Většina map byla velmi výrazně přepracována, například Overpass a Inferno. Na jiných mapách, jako je Nuke, byly změněny systémy osvětlení a vykreslování. Nejlegendárnější mapy (jako Dust II) se příliš neměnily, tam bylo vylepšeno hlavně osvětlení.

## Sub-tick
Dříve ve všech ostatních verzích hry závisel pohyb hráče a střelba na obnovovací frekvenci serveru – Tick rate. Tick rate udával, jak často za sekundu hra zpracovává a přijímá informace o serveru.
Nová architektura se nazývá Sub-Tick. Server samostatně zaznamenává a vypočítává aktivity hráče. Vývojáři tak chtějí vyřešit problém potenciálních zpoždění, která mohla nastat při používání Tick Ratu. Díky tomu se zpoždění serveru dostalo na nulu. Nyní by střelba, pohyby hráčů a granáty měly mít stejnou trajektorii.